# Peter Parker (Saga The Amazing Spider-Man)
Peter Benjamin Parker, también conocido por su alias Spider-Man (en español, El Hombre Araña), es un personaje ficticio y el protagonista de la serie de películas The Amazing Spider-Man de Marc Webb. Adaptado del superhéroe de Marvel Comics del mismo nombre, es interpretado por Andrew Garfield y aparece en las películas The Amazing Spider-Man y su secuela, The Amazing Spider-Man 2, además de ser un personaje secundario en la película de Marvel Studios, Spider-Man: No Way Home (2021), ambientado en el Universo Cinematográfico de Marvel (MCU), que aparece como una versión un poco más antigua y amargada de sí mismo junto con dos versiones alternativas. 
La versión del personaje de Garfield es sucesora de la versión de Peter Parker interpretada por Tobey Maguire en la trilogía Spider-Man de Sam Raimi (2002-2007) y predecesora de la versión de Peter Parker interpretada por Tom Holland en el UCM (2016 –presente), quienes aparecieron como sus versiones de Spider-Man junto a Garfield en No Way Home. Para distinguirlo de los otros dos Spider-Men, sus contrapartes en la película lo apodan "Peter-Three" (Peter Tres, en español), el sitio web oficial de Marvel se refiere a él como The Amazing Spider-Man, y es referido por ChrisMcKenna y Erik Sommers en el guion de la película como "Webb-verse Peter" y "Webb-verse Spider-Man" (en honor a Marc Webb) al escribir sus diálogos.
La iteración del personaje de Garfield tiene algunas diferencias en la personalidad del Spider-Man de la serie de películas anterior, siendo más un solitario angustiado atormentado por sus acciones que antes. La narrativa de la duología se centra en la lucha de Parker por mantener su doble vida como Spider-Man y la relación con su compañera de estudios Gwen Stacy, de cuya muerte a manos de su antiguo amigo Harry Osborn se consideraría responsable más tarde. La narrativa también se enfoca en la búsqueda de Parker por descubrir la razón por la cual sus padres, Richard y Mary, desaparecieron y lo dejaron con su tía May y su tío Ben cuando era niño, junto con la naturaleza del trabajo de su padre en Oscorp.
Si bien la duología de The Amazing Spider-Man en sí recibió una respuesta generalmente mixta, la actuación de Garfield como Parker ha recibido elogios generalizados de la crítica y se considera comúnmente como un punto culminante de la serie de películas. Desde la aparición de Garfield en Spider-Man: No Way Home, que tenía una nueva actuación más amarga y juvenil. los fanáticos han lanzado una campaña para que se haga la cancelada The Amazing Spider-Man 3.

## Desarrollo y ejecución

### Películas anteriores y reiniciode Spider-Man
Peter Parker, también conocido como Spider-Man, apareció por primera vez en el cómic de antología Amazing Fantasy N.º 15 (agosto de 1962) en la Edad de Plata de los cómics, y luego se convirtió en uno de los superhéroes más populares de Marvel Comics y obtuvo su propio cómic. serie, titulada The Amazing Spider-Man. Finalmente fue adaptado al cine y la televisión en numerosas ocasiones. Antes del estreno de la película The Amazing Spider-Man en 2012, la anterior serie de películas de gran presupuesto basada en el personaje vio a Tobey Maguire asumir el papel de Peter Parker / Spider-Man, con tres películas estrenadas por Columbia Pictures: Spider-Man, Spider-Man 2 y Spider-Man 3, que se estrenaron entre 2002 y 2007.
Tras el lanzamiento de Spider-Man 3, Sony Pictures Entertainment había anunciado el 5 de mayo de 2011 como fecha de lanzamiento de la próxima película de la saga de Sam Raimi. En ese momento, los guionistas James Vanderbilt, David Lindsay-Abaire y Gary Ross habían escrito versiones rechazadas de un guion y el esposo de Ziskin, Alvin Sargent, quien escribió la segunda y la tercera película, estaba trabajando en otro intento. Sin embargo, el 11 de enero de 2010, Columbia Pictures y Marvel Studios anunciaron que, en lugar de continuar con la saga anterior, reiniciarían al personaje con un nuevo elenco y equipo. Los informes de la industria afirmaron que Raimi había admitido que no podía cumplir con la fecha de lanzamiento programada y conservar la integridad creativa. Avi Arad, Matt Tolmach y Ziskin continuaron como productores.
La semana después de la salida de Raimi, el estudio anunció que Marc Webb, cuya película anterior 500 Days of Summer fue su ópera prima, dirigiría el reinicio. Tolmach, después de haber sido nombrado presidente de Columbia Pictures y Amy Pascal, copresidenta de Sony Pictures Entertainment, dijeron que estaban buscando un director que pudiera dar un "enfoque nítido" a la vida civil de Parker.  A pesar de dudar inicialmente debido al impacto cultural de las películas anteriores, Webb aceptó la oferta. Webb declaró en un comunicado de prensa que no tenía la intención de reemplazar a Raimi, sino que buscaba aprovechar la oportunidad para agregar "... ideas, historias e historias que agregarán una nueva dimensión, lienzo y voz creativa a Spider-Man".  Webb comparó a Spider-Man con la franquicia de James Bond y dijo que "había... tanto material en Spider-Man que hay tantas historias que contar y tantos personajes". Negó que la película fuera una nueva versión y explicó que se concibió como un "universo diferente y una historia diferente con personajes diferentes".

### Casting
El actor británico-estadounidense Andrew Garfield fue elegido como Peter Parker / Spider-Man para la película de 2012 y su secuela, y su elección se anunció oficialmente el 1 de julio de 2010. Otros actores considerados para el papel fueron Jamie Bell, Alden Ehrenreich, Frank Dillane y Josh Hutcherson. Webb dijo que sabía que Garfield era la elección correcta después de filmarlo en una escena comiendo una hamburguesa con queso mientras intentaba calmar a Gwen Stacy. Al aceptar el papel, Garfield explicó: "Lo veo como un gran desafío en muchos sentidos.... Para que sea auténtico. Hacer que el personaje viva y respire de una manera nueva. El público ya tiene una relación con muchas encarnaciones diferentes del personaje. Yo lo hago también. Probablemente voy a ser el tipo en el cine que se insulta a mí mismo. Pero tengo que dejarlo pasar. No hay vuelta atrás. Y no me gustaría". Max Charles interpreta a un joven Peter Parker en la película, y Webb afirma que se necesitaba un joven Peter para "explicar los orígenes de Peter Parker" y no solo de Spider-Man. Después de asumir el papel, Garfield estudió los movimientos de los atletas y las arañas e intentó incorporarlos, diciendo que Parker es "un niño / araña en términos de cómo se mueve, y no solo en el traje". Hizo yoga y pilates para que el papel fuera lo más flexible posible. Cuando usó su disfraz por primera vez, Garfield admitió haber derramado lágrimas y trató de imaginar "un mejor actor en el traje", que describió como "incómodo" y admitió no usar nada debajo ya que es ceñido. Garfield también realizó algunas de sus propias acrobacias en la película. Al filmar, Garfield explicó que tuvo cuatro meses de entrenamiento y describió sus roles físicos en las acrobacias como terriblemente desafiantes y agotadores. El productor de cine Avi Arad explicó que "Andrew no solo es un actor brillante, sino también un deportista. Esto nos dio la oportunidad de probar cosas con él que, de no haber sido así, hubieran sido casi imposibles".
Tras el lanzamiento de The Amazing Spider-Man 2, Garfield supuestamente fue despedido del papel después de no presentarse para una aparición crucial, según los documentos publicados después del hackeo de Sony Pictures en 2014. Otras razones citadas incluyeron diferencias creativas con la gerencia de Sony Pictures y la falta de adaptación a la cultura de Hollywood. Además, la segunda película tuvo críticas mixtas y una baja en ingresos de taquilla. Después de que la información filtrada del hackeo también indicó que Sony estaba en conversaciones para que Sam Raimi dirigiera Spider-Man vs. The Amazing Spider-Man, una película cruzada multiversal en la que el Spider-Man de Garfield se encuentra con el Spider-Man de Tobey Maguire, así como una nueva trilogía protagonizada por Maguire; y también estar en conversaciones con Marvel Studios sobre la integración de una versión reiniciada de Spider-Man en Universo Cinematográfico de Marvel (MCU), comenzando con Capitán América: Civil War (2016), se llegó a un acuerdo a principios de 2015 entre los dos estudios para hacer oficial esto último, cancelando efectivamente la franquicia The Amazing Spider-Man.
A pesar del reinicio de la serie de películas de Spider-Man, Garfield repitió su papel en Spider-Man: No Way Home (2021), una película ambientada en el MCU, que aparece junto con la iteración del personaje de Maguire como personaje secundario en la nueva iteración del MCU. de Spider-Man interpretado por Tom Holland. En 2020 se informó que Garfield volvería a interpretar su papel como su versión de Peter Parker junto con las otras iteraciones cinematográficas del personaje en la tercera película de MCU Spider-Man; sin embargo, estos informes nunca fueron confirmados por Sony o Marvel Studios y tanto Holland como Garfield los negaron públicamente varias veces para mantener en secreto su participación en la película. En una entrevista con Variety que se publicó el 6 de enero de 2022, Garfield dijo que su experiencia trabajando en Spider-Man: No Way Home fue "alegre" y que le dio un cierre con su versión del personaje. Tom Holland describió que la inclusión de sus predecesores de Spider-Man, Garfield y Tobey Maguire en Spider-Man: No Way Home, "era una idea que parecía imposible" antes de que se hiciera realidad. Holland también declaró que lamentaba no haber contactado a Garfield después de que inicialmente lo sucedió en el papel y se sintió afortunado de que Spider-Man: No Way Home les hubiera dado a ambos actores una segunda oportunidad para hablar sobre el personaje de Spider-Man.

### Poderes y diseño de trajes.
A diferencia del Spider-Man de la saga anterior, esta iteración del personaje no puede disparar telarañas orgánicas de sus brazos, y depende de tiradores de telaraña mecánicos diseñados por él mismo que se adjuntan a su traje. Webb explicó que sentía que los tiradores de telarañas eran "capaces de dramatizar el intelecto de Peter". Sin embargo, como todas las demás versiones del personaje, esta iteración de Parker tiene habilidades físicas, reflejos y sentidos sobrehumanos, y puede arrastrarse por las paredes.
Durante el proceso de diseño del traje de Spider-Man de spandex que se usó en The Amazing Spider-Man, Webb hizo hincapié en hacer que el traje pareciera hecho por un estudiante de secundaria. Esto se demostró a través de decisiones como hacer los lentes para los ojos a partir de un par de anteojos de sol. Webb explicó que él y el equipo querían un diseño que hiciera que el cuerpo pareciera más acrobático, con las "patas de la araña [símbolo en el pecho]" para enfatizarlo. Webb reveló que la película usó diferentes trajes para diferentes condiciones de iluminación. La cincha del disfraz también se oscureció.
El traje fue más simplificado en The Amazing Spider-Man 2, enfatizando las actualizaciones supuestamente hechas por Peter y Gwen entre las dos películas. Los cambios incluyeron lentes más grandes en la máscara y tiradores de telaraña modificados, además de algunas modificaciones que permitieron a Garfield usar el baño mientras usaba el traje.

## Caracterización y análisis
Tal como se muestra en The Amazing Spider-Man y su secuela, Peter es descrito como un "forastero arrogante e incomprendido", así como "inteligente y agradablemente descarado, con un trasfondo de angustia adolescente", en comparación con la "seriedad" de Tobey Maguire. y la interpretación "tonta" del personaje. Se le presenta como intelectualmente dotado, tecnológicamente competente y astuto, capaz de piratear sistemas informáticos y diseñar sus propios disparadores de telarañas después de robar botes de telaraña modificada genéticamente de Oscorp y recordar una ecuación compleja en la que había trabajado su padre. También tiene un sentido del humor mordaz, sarcástico e ingenioso y se mete y humilla a los delincuentes con insultos burlones y frases ingeniosas, jugando con un ladrón de autos en su primera noche oficial como justiciero. Cuando no está jugando con criminales y supervillanos, es decidido y valiente y, a pesar de algunas dudas iniciales y después de repensar el propósito de su alter ego vigilante, decide usar sus superpoderes con propósitos legítimamente altruistas y para ayudar a otros en necesidad; por ejemplo, cuando se enfrenta a la elección, elige proteger a los inocentes rescatando al hijo de un hombre, Jack, en lugar de perseguir a El Lagarto. A diferencia de otras versiones del personaje, se ve a Peter andando en patineta en la película, lo que, según Marc Webb, hace que Peter esté menos aterrorizado de balancearse en las redes.
Webb describió The Amazing Spider-Man como "una historia sobre un niño que crece buscando a su padre y se encuentra a sí mismo". Tanto Webb como la estrella Garfield describieron a Parker como un extraño por elección, alguien con quien es difícil acercarse. Como en los primeros cómics, el personaje "es un genio de la ciencia. Si miras hacia atrás a los primeros cómics de Stan Lee y Steve Ditko, es un nerd con grandes anteojos", dijo Webb. Explicó que "la idea de lo que es un nerd ha cambiado en 40 o 50 años. Los nerds están dirigiendo el mundo. Andrew Garfield hizo una película [llamada The Social Network] al respecto... Lo que era importante en esos primeros cómics era esta noción de que Peter Parker es un extraño y cómo definimos eso en un contexto contemporáneo".
Garfield comparó su fachada de Spider-Man como una metáfora del anonimato en Internet y dijo: "Sientes su poder, el poder de no ser visto, el poder de la máscara. Peter se vuelve ingenioso cuando tiene esa capa protectora. Es como si estuviera en un tablero de mensajes. Tiene el anonimato de Internet dentro de ese traje, y puede decir lo que quiera, y puede salirse con la suya con cualquier cosa". Garfield trató de explorar a Parker como un huérfano, a quien siente que "son los seres humanos más fuertes del planeta". Dijo que Parker es "un héroe humano [que] pasa por las mismas luchas por las que todos hemos pasado, especialmente los flacos [que] quieren más poder del que sienten que tienen". Él cree que Parker representa "un personaje aspiracional muy inspirador que simboliza la bondad, y lo difícil que es ser bueno, pero lo valioso que es".
Rhys Ifans, que interpreta al Dr. Curt Connors/El Lagarto en The Amazing Spider-Man, comparó la película con Hamlet de William Shakespeare sobre la base de que Spider-Man se puede rehacer una y otra vez de diferentes maneras. Sintió que son similares en el sentido de que ambos representan a hombres jóvenes arquetípicos significativos que luchan con la pérdida de su padre. Críticos como Claudia Puig de USA Today sintieron que el personaje de Garfield como superhéroe "encarna al nerd Parker, al adolescente angustiado sin padre y al superhéroe engreído en dosis iguales". Boyd Hoij de Variety señaló que el personaje de Garfield como Spider-Man es un héroe interesante en la película debido a que establece desde el principio que los dolores de crecimiento de Peter junto con su búsqueda de una identidad son comunes a cualquier adolescente y que "sus luchas involucran a personas reales —y vidas reales".

## Apariciones en películas

### Saga The Amazing Spider-Man

#### The Amazing Spider-Man (2012)
Peter es visto por primera vez en la película siendo un niño de seis años; después de descubrir que sus documentos fueron saqueados, su padre, Richard Parker, empaca sus cosas y en medio de una torrencial lluvia, lo deja en la casa de su tío Ben y su tía May. Richard le promete que él y su madre regresarán después de ir a una misión, pero ambos desaparecen misteriosamente. Años más tarde, en 2012, Peter es ahora un estudiante de secundaria en el Midtown Science High School en la ciudad de Nueva York. Aunque no es uno de los estudiantes populares, se destaca en sus estudios y por su trabajo en fotografía mientras el atleta escolar Flash Thompson lo molesta. Después de que Gwen Stacy interrumpe una pelea entre Peter y Flash en la que Flash ataca a Peter por defender a otro estudiante con el que se estaba metiendo, Peter y Gwen comienzan a acercarse entre ellos.
Mientras ayudaba a su tío a limpiar una inundación, descubre un maletín que contiene el trabajo de su padre, y con el apoyo del tío Ben, Peter busca al compañero de trabajo de su padre, el Dr. Curtis Connors. Peter inmediatamente busca en Internet información sobre el trabajo de Richard y Connors, lo que lo lleva a descubrir la muerte de sus padres en un accidente aéreo. Peter se infiltra en Oscorp, haciéndose pasar por uno de los pasantes, y localiza al Dr. Connors después de toparse con Gwen, que sí es una pasante de Connors. Connors está siendo presionado por su superior, el Dr. Ratha, para idear una cura para la cabeza moribunda de la compañía, Norman Osborn, y quiere la cura para sí mismo con el fin de regenerar su propio brazo. Después de que Peter logra colarse dentro del laboratorio de biocables, un momento de curiosidad lo lleva a tocar las redes, lo que hace que varias arañas modificadas genéticamente caigan sobre él, una de las cuales lo muerde en la espalda. En el viaje en metro de regreso a casa, golpea con facilidad a unos hombres con quienes tiene un confuso incidente y descubre que ha desarrollado habilidades similares a las de una araña, como superfuerza, sentidos agudos, reflejos, agilidad y velocidad.
Al día siguiente, Peter visita a Connors en su casa, revela que es el hijo de Richard y le da a Connors el "algoritmo de decaimiento" de su padre, la pieza que falta en los experimentos de Connors sobre la regeneración de extremidades utilizando el cruce genético de especies. En la escuela, Peter es suspendido después de usar sus nuevas habilidades para humillar a Flash. Su tío cambia sus turnos de trabajo para reunirse con el director y pedirle a Peter que acompañe a la tía May a su casa esa noche. Peter se olvida de hacerlo, distraído mientras ayuda a Connors en Oscorp a regenerar la extremidad de un ratón de laboratorio con un nuevo suero. En casa, él y Ben discuten y Peter se va. En una tienda de delicatessen cercana, un cajero se niega a dejar que Peter compre leche cuando a Peter le faltan dos centavos. Cuando un ladrón asalta repentinamente la tienda, Peter le permite escapar. Mientras busca a Peter, Ben intenta detener al ladrón y muere. El ladrón escapa cuando Peter encuentra a Ben muerto en la acera.
Flash y Gwen consuelan a un afligido Peter en la escuela al día siguiente. Posteriormente, Peter usa sus nuevas habilidades para rastrear criminales que coincidan con la descripción del asesino, y luego decide crear una máscara para ocultar su identidad durante sus hazañas. Agrega un traje de spandex y construye tiradores de telarañas mecánicos con relojes de pulsera para unirlos a sus muñecas y disparar una "telaraña" biocable. Más tarde, es invitado a cenar con la familia de Gwen, donde tiene una conversación tensa con su padre, el capitán de la policía de Nueva York, George Stacy, sobre los motivos del nuevo vigilante enmascarado, debido a que sus actos han comenzado a llamar su atención. Después de la cena, Peter le revela su identidad a Gwen y se besan antes de ser alertado de una situación en el puente de Williamsburg. Al ponerse su traje, Peter evita que numerosos autos y sus ocupantes sean arrojados al río por un lagarto, quien resulta ser el Dr. Connors después de probar el suero en sí mismo. Peter comienza a llamarse a sí mismo "Spider-Man" y entendiendo que debe usar sus poderes para ayudar a los demás.
Peter visita al día siguiente a Connors, donde se sorprende por su comportamiento y por manchas en su cara; al ver que uno de sus ratas de laboratorio también se transformó en lagarto, sospecha que Connors es el animal al que enfrentó. Trata de advertirle sin éxito al Capitán Stacy y luego, sigue y se enfrenta sin éxito a la forma de lagarto de Connors en las alcantarillas, dejando atrás su cámara. Connors se entera de la identidad de Peter a través del nombre en la cámara y lo persigue hasta su escuela, donde pelean. En respuesta, la policía inicia una persecución tanto de Spider-Man como del Lagarto. Connors se dirige a Oscorp, con la intención de dispersar su suero por la ciudad y convertir a todos en lagartos, mientras que Gwen, por petición de Peter, desarrolla un antídoto en el laboratorio. En un momento, la policía logra arrinconar a Spider-Man y el Capitán Stacy descubre que el enmascarado es Peter, pero lo deja escapar para ir a salvar a Gwen. Al escapar, queda herido de un disparo al pie y al darse cuenta de que Spider-Man está de su lado, la policía y varios operadores de grúa se coordinan para ayudarlo a llegar a la Torre Oscorp a tiempo. Spider-Man logra reemplazar el suero de Connors con el antídoto, volviendo a Connors a su forma humana, pero no antes de que Connors hiere mortalmente al capitán Stacy, quien había llegado a la torre para ayudarlo. Antes de morir, el Capitán Stacy le hace prometer a Peter que se mantendrá alejado de Gwen por su seguridad. Inicialmente mantiene la promesa, pero luego le admite a Gwen que las promesas fallidas son "las mejores", insinuando que seguirá viéndola.

#### The Amazing Spider-Man 2(2014)
En 2014, Peter, usando un nuevo traje, está en acción como Spider-Man, ayudando a la policía de Nueva York a perseguir a delincuentes que roban un camión de Oscorp lleno de plutonio mientras intenta llegar a su graduación de la escuela secundaria. Él detiene a los criminales, liderados por el mafioso Aleksei Sytsevich, antes de llegar a la ceremonia, donde Gwen está dando un discurso como la mejor estudiante del año escolar. La pareja acuerda reunirse después para cenar antes de que su madre la llame para una foto familiar; en ello Peter tiene visiones del Capitán Stacy, recordándole cada tanto su promesa. Más tarde en la noche, Peter le cuenta a Gwen sobre sus visiones e insiste en que debe cumplir su promesa, lo que hace que los dos se separen nuevamente. Tras ello, sigue sus actividades y para ayudar a su tía, le envía fotografías de Spider-Man a J.J. Jameson.
Días después, Peter se reencuentra con Harry Osborn, un viejo amigo de la infancia, que tras la muerte de su padre Norman, ha asumido la dirección de Oscorp; los dos conversan y se ponen al día. Más tarde esa noche, Peter se encuentra con Gwen en un intento por mantener una amistad entre ambos, y Gwen le dice a Peter que es posible que tenga que mudarse a Inglaterra si obtiene una beca al que postuló de la Universidad de Oxford. Antes de que los dos puedan discutirlo, Max Dillon, un desafortunado ingeniero eléctrico a quien Peter como Spider-Man salvó antes y se obsesionó con él, corta accidentalmente la energía de Times Square mientras buscaba electricidad para alimentarse, ya que se ha transformado en un generador eléctrico viviente después de un incidente con anguilas eléctricas. Peter logra detener a Dillon después de una batalla en la que también participa la policía y bomberos y es llevado al Instituto Ravencroft, donde es estudiado y torturado por el científico alemán Dr. Kafka.
Harry comienza a mostrar síntomas de Hiperplasia retroviral, la enfermedad genética que mato a su padre y usa el dispositivo que Norman le dio para descubrir su investigación, deduciendo que la sangre de Spider-Man podría ayudar a salvarlo. Le pide ayuda a Peter para encontrarlo ya que le tomó una fotografía, pero Peter se niega, sin saber qué efectos tendría la transfusión, temiendo otro incidente como el del Dr. Connors; al salir, ayuda a Gwen cuando es perseguida por investigar el accidente que sufrió Dillon. Parker visita a Harry nuevamente, esta vez como Spider-Man, pero nuevamente se niega ayudarlo. Él le confía a Gwen sobre la situación y también le da suerte para su entrevista en Oxford. Peter usa la información que dejó su padre para localizar un laboratorio que tenía en la abandonada estación Roosevelt; allí ve un mensaje de video donde Richard explica que tuvo que irse de Nueva York porque se negó a permitir que Norman Osborn usara lo que habían creado con su investigación para una guerra biológica y que las arañas que finalmente mordieron a Peter fueron creadas con el ADN de Richard, lo que explica por qué solo en Peter funcionó la proyecto de 'especies cruzadas' exitosas.
Mientras un vengativo Harry libera y hace una alianza con Dillon, quien ahora se hace llamar "Electro" para atacar a Spider-Man, Peter recibe un mensaje de voz de Gwen, diciéndole que obtuvo la beca en Inglaterra y que se dirige al aeropuerto para volar allí antes de lo esperado. Peter logra atraparla y le profesa su amor, y los dos acuerdan ir juntos a Inglaterra. En ello, son interrumpidos por un apagón provocado por Electro, al romper un generador de Oscorp que diseño. Peter lleva a Gwen con la policía y Gwen lo ayuda a ajustar sus lanzatelarañas con corriente para contrarrestar a Electro. Peter se dirige a pelear con Electro teniendo la sartén por el mango. Cuando Electro comienza a electrocutar a Spider-Man, Gwen llega en un coche de policía, golpea a Electro y llega a ayudarlo, a pesar de que Peter no la quiere exponer a un peligro. Los dos derrotan y matan a Electro sobrecargando su suministro de electricidad y reestableciendo la luz en la ciudad.
Sin embargo, llega Harry, quien después de inyectarse sangre de araña que acelera su enfermedad, se transforma en una criatura parecida a un duende; habiendo descubierto que Spider-Man es Peter y queriendo vengarse por haberle negado la transfusión de sangre, toma de rehén a Gwen y la deja caer pero Spider-Man la atrapa. Los dos pelean en lo alto de una torre de reloj, y Spider-Man logra someterlo. Sin embargo, durante la pelea, Gwen cae y es sostenida por una red conectada a uno de los engranajes. Luego, Harry es derrotado, pero Gwen vuelve a caer y Peter intenta salvar a Gwen usando su telaraña. Aunque Peter la atrapa con éxito, no logra evitar que se de un latigazo en el suelo que provoca su muerte. Devastado por no poder salvarla, Peter termina su actividad como Spider-Man.
Durante cinco meses, todos los días, visita su tumba y la policía y la ciudad esperan que Spider-Man pueda regresar en algún momento. Más tarde, un equipo desconocido de hombres saca a Sytsevich de la prisión y equipado con una armadura electromecánica, Sytsevich se autodenomina "Rhino" y arrasa las calles. Peter, se inspira tras volver a ver el discurso de graduación de Gwen, retoma su papel como Spider-Man y lo confronta.
Un final alternativo de la película muestra a Peter encontrándose con su padre Richard en la tumba de Gwen, donde le explica que fingió su muerte para mantener a Peter a salvo. Richard consuela a su hijo por la muerte de Gwen, ya que ambos perdieron a alguien a quien amaban profundamente, e inspira a Parker a continuar mientras afirma que "un gran poder conlleva una gran responsabilidad".

### Universo Cinematográfico de Marvel (UCM)

#### Spider-Man: No Way Home(2021)
Muchos años después de la muerte de Gwen, Peter (apodado "Peter-Tres" durante los eventos de la película) es transportado accidentalmente a la Tierra-616 debido a un hechizo mágico fallido del Doctor Strange y el Peter Parker de ese universo (apodado "Peter-Uno") destinado a restaurar la identidad secreta de Peter-Uno después de que Mysterio la expusiera. Sin el conocimiento de Peter, Curt Connors (tomado en algún momento antes del clímax de The Amazing Spider-Man) y Max Dillon (tomado momentos antes de su muerte) también fueron transportados a este universo, entre otros villanos que saben de la identidad de Spider-Man. Mientras está allí, Peter se encuentra con otra versión de sí mismo transportada desde otro universo (apodada "Peter-Dos"), quien lo ayuda a consolar a Peter-Uno después de la muerte de su tía May a manos del Duende Verde de Peter-Dos. Él revela que después de la muerte de Gwen, trato de recuperarse pero se volvió en un vigilante lleno de ira y venganza mientras se convertía más en Spider-Man y menos en Peter Parker. Peter, sin embargo, está feliz de vincularse con sus yo alternativos mientras curan a los villanos y los salvan de las muertes que enfrentarían en sus propios universos, llegando a ver a Peter-Uno y Peter-Dos como hermanos, estos también lo motivan cuando se siente inferior en relación con sus experiencias en batalla. Peter logra un momento de redención espiritual por la muerte de Gwen al salvar a MJ, la novia de Peter-Uno, cuando se cae de la Estatua de la Libertad. Después de derrotar y curar a todos los villanos y hacer las paces con Dillon, Peter se despide de sus yos alternativos y regresa a su universo como un hombre más feliz y contento.

## Apariciones en cómic

### Cómics relacionados con Marvel Infinite
Entre los eventos de ambas películas, Peter asumió una tarea de J. Jonah Jameson de The Daily Bugle para tomar fotografías de Spider-Man y mantuvo una amistad con Gwen después de su ruptura inicial, rediseñando su disfraz con ella después de que su traje fuera dañado por una turbina.

### Continuidad de la corriente principal
Aunque no aparece, esta versión de Peter Parker se menciona en la historia de Marvel Comics "Spider-Verse", que presenta muchas iteraciones del personaje de múltiples universos. Se le menciona como "el chico de The Social Network", una película que Garfield también había protagonizado.

## En otros medios

### Película
- Durante el desarrollo del reinicio de 2012, hubo conversaciones con Marvel Studios para incluir el canon de la franquicia en el MCU, ya que se sugirió la idea de que Oscorp apareciera en el horizonte de la ciudad de Nueva York para Los Vengadores. Sin embargo, la idea se desechó porque el horizonte ya estaba completamente renderizado cuando se conformaron con el diseño del edificio Oscorp.[49]
- Antes de la decisión de Sony en 2015 de colaborar con Marvel Studios y reiniciar el personaje de Spider-Man dentro del Universo Cinematográfico de Marvel, Garfield había considerado protagonizar una cuarta entrega principal de la franquicia antes de retirarse por completo del papel. Según los informes, Sony también había considerado la opción de hacer una película cruzada entre Spider-Man de Garfield y la versión del personaje interpretado por Tobey Maguire en la trilogía Spider-Man de Sam Raimi, y al parecer se le pidió al propio Raimi que la dirigiera. Esto nunca llegó a buen término,[50] aunque las iteraciones de los personajes de Maguire y Garfield finalmente aparecerían juntas en No Way Home.
- Una escena no utilizada que involucraba un cameo que consistía en la versión de Spider-Man de Andrew Garfield, junto con las versiones de Tobey Maguire y Tom Holland en Spider-Man: Into the Spider-Verse fue eliminada de la versión final de la película.[51]

### Videojuegos
- Esta versión de Peter Parker / Spider-Man aparece en The Amazing Spider-Man con la voz de Sam Riegel. En esta continuación alternativa de la película, la historia sigue a Peter en conflicto con Cross-Species recién escapado y Alistair Smythe, el reemplazo del Dr. Connors en Oscorp, todo mientras cuida la casa de un viejo amigo llamado Stan en la ciudad.
- The Amazing Spider-Man 2 presenta la misma versión del personaje de su predecesor, una vez más con la voz de Sam Riegel. La trama del juego se basa libremente en la película e incluye una variedad de otros personajes y adversarios como Shocker, Black Cat, Kraven the Hunter, Kingpin y Carnage.
- El traje que aparece en The Amazing Spider-Man está disponible como un traje alternativo en el juego Marvel's Spider-Man (2018) desarrollado por Insomniac Games. Presentado en el juego como el "Amazing Suit", estuvo disponible de forma gratuita para los propietarios de la versión original de PlayStation 4 en una actualización posterior al lanzamiento el 22 de noviembre de 2020, mientras que se puede equipar de inmediato en Spider-Man Remastered (2020) para PlayStation 5 y Microsoft Windows.

## Recepción
La interpretación de Andrew Garfield de Spider-Man fue considerada uno de los aspectos más destacados tanto de The Amazing Spider-Man como de su secuela, y los críticos ahora han llamado a esta iteración del personaje "subestimada" en retrospectiva. Los críticos de cine elogiaron la representación realista de Peter Parker, y Roger Ebert afirmó que el reinicio "le dio a Peter mejores razones para asumir su papel de superhéroe, incluso si la historia del origen no necesitaba ser contada una vez más". Además, también se elogió la interpretación de Garfield del humor sarcástico y la química de Spider-Man con su coprotagonista Emma Stone. Mary F. Pols de la revista Time dijo que, aunque la historia era familiar, Garfield y Webb la hicieron sentir "convincentemente fresca y emocionante". En The Amazing Spider-Man 2, Garfield recibió elogios por su emotiva actuación a pesar de las críticas por la intrincada trama de la película.
Escribiendo en agosto de 2020, Eric Eisenberg de CinemaBlend se refirió a la serie de Marc Webb como el "hijo del medio" de las películas de Spider-Man en comparación con la trilogía de Sam Raimi y la inclusión de Spider-Man en el UCM, y que Garfield fue una "víctima de circunstancia". También señaló que las películas mostraban la destreza tecnológica de Peter Parker con más profundidad que la trilogía anterior. Sin embargo, calificó la iteración de Garfield como "demasiado genial" para Peter Parker, llamándolo un "rebelde con una patineta" en lugar del nerd comúnmente asociado con el personaje. En 2017, luego del segundo reinicio del personaje con Tom Holland asumiendo el papel en el MCU, Nick Philpott de CBR clasificó la iteración de Garfield como la segunda mejor interpretación del personaje, dos lugares por delante de Tobey Maguire y justo detrás de Holland.

## Futuro

### Movimiento #MakeTASM3 y posible crossover con Venom
La aparición de Garfield en No Way Home fue recibida con una recepción muy positiva tanto por parte de los fanáticos como de la crítica. Posteriormente, comenzó una campaña de fanáticos en Twitter con el hashtag #MakeTASM3 para abogar por que Sony produjera una tercera película en la saga Amazing Spider-Man, con Garfield retomando su papel. Tanto el hashtag (con 86.000 tuits) como el nombre de Garfield (302.000 tuits) fueron tendencia en Twitter durante el primer fin de semana de No Way Home.
Algunos han sugerido que las películas de The Amazing Spider-Man están conectadas y reconfiguradas en el Universo Spider-Man de Sony, con la propuesta de que el Spider-Man de Garfield luche contra el Venom de Tom Hardy en una película futura, basada en una conversación en No Way Home en el que el Peter Parker de Garfield se queja de que las versiones de Parker de Maguire y Holland han llegado a luchar contra extraterrestres mientras que él no. Garfield ha declarado que estaría abierto a retomar su papel de Parker, especialmente junto a Holland y Maguire nuevamente. Garfield también declaró en The Happy Sad Confused Podcast que estaría interesado en un cruce de Venom, mientras que Tom Holland también expresó su apoyo a un posible The Amazing Spider-Man 3, diciendo "Me encantaría verlo". La cuenta oficial de Twitter de Sony reconoció el hashtag #MakeTASM3, aunque la cuenta indicó que es solo una plataforma social administrada y no una compañía de producción que decide qué películas deben recibir luz verde.